# Dikbekfuut
De dikbekfuut (Podilymbus podiceps) is een kleine, maar stevig gebouwde fuut met een korte, dikke snavel. De wetenschappelijke naam van de soort werd in 1758 als Colymbus podiceps gepubliceerd door Carl Linnaeus.

## Veldkenmerken
Het verenkleed is grotendeels bruin, met donkere accenten op de kruin en het achterste. De dikke snavel is wit. Tijdens het broedseizoen heeft de soort een opvallende zwarte ring rond de snavel. Dit is voor beide geslachten gelijk. Een volwassen exemplaar is 31 cm tot 38 cm lang met een gewicht van 250 tot 575 gram.

## Leefwijze
De dikbekfuut broedt in moerassen en in vijvers. Buiten het broedseizoen zijn ze meer te vinden op grote, open wateren, maar ook in brakke estuaria. Het dieet bestaat hoofdzakelijk uit kleine vissen, waterinsecten en andere ongewervelden. Deze vogels zijn sterk territoriaal ingesteld en reageren tijdens het broedseizoen erg agressief ten opzichte van soortgenoten en andere watervogels, die dan ook op staande sprong worden verjaagd. Het paar voert daarna een overwinningsdans uit. Ze naderen elkaar in opgerichte positie en zwaaien met de kop.

## Verspreiding
De soort komt voor in vrijwel geheel Noord- en Zuid-Amerika. In zeldzame gevallen wordt hij ook in Europa waargenomen en ook in Nederland is in de jaren negentig twee keer een dikbekfuut gezien.
Er worden drie ondersoorten onderscheiden:
- P. p. podiceps: van noordwestelijk Canada tot Panama.
- P. p. antillarum: de Caraïben.
- P. p. antarcticus: van noordelijk Zuid-Amerika tot midden Argentinië.

## Status
De grootte van de populatie is in 2020 geschat op 500 duizend volwassen vogels. Op de Rode lijst van de IUCN heeft deze soort de status niet bedreigd.